# Zenodoxus trifasciatus
Zenodoxus trifasciatus is een vlinder uit de familie van de wespvlinders (Sesiidae). De wetenschappelijke naam van de soort is voor het eerst geldig gepubliceerd in 1960 door Yano.